# District de Shizhong (Neijiang)
Pour les articles homonymes, voir Shizhong.
Le district de Shizhong (市中区 ; pinyin : Shìzhōng Qū) est une subdivision administrative de la province du Sichuan en Chine. Il est placé sous la juridiction de la ville-préfecture de Neijiang.